# Minnesota Hockey
Minnesota Hockey ist die Eishockey-Dachorganisation von rund 65.000 Mitgliedern im US-Bundesstaat Minnesota. Sie wurde 1947 als Minnesota Amateur Hockey Association gegründet und ist einer der mitgliederstärksten Verbände von USA Hockey. Ziel ist die Unterstützung und Verbesserung des Eishockeys im Nachwuchs- und Amateurbereich im Bundesstaat Minnesota. Sitz ist St. Paul. An der Spitze des Verbandes steht seit 2002 Dennis Green als Präsident. Das Verbandsgebiet gliedert sich in 16 Bezirke.
1947 gründeten Robert Ridder, Don Clark und Everett „Buck“ Riley die Minnesota Amateur Hockey Association. Erst später änderte sich der Name in Minnesota Hockey. In den ersten Jahren organisierte die MAHA einen Erwachsenen-Wettbewerb. Der Sieger durfte um die nationale Meisterschaft der Amateur Hockey Association of the United States spielen. In der Saison 1947/48 gehörten 47 Mannschaften der MAHA an, rund zehn Prozent aller Teams in Minnesota. Erst nach und nach schlossen sich die Teams der Organisation an, die ihre Aktivitäten – vor allem im Nachwuchsbereich – nach und nach weiter ausbaute. 1973/74 wurde die Zahl von 2042 Mannschaften und 1996/97 von 3881 Mannschaften erreicht. Zur Spielzeit 2009/10 sind 53.450 Spieler, 8.607 Trainer und 2.913 Offizielle (gesamt 64.970 Mitglieder) registriert.
Als Mitglied von USA Hockey weist der Verband eine Besonderheit auf. Durch die bereits vorhandenen weitläufigen gemeindebasierten Strukturen und die große Bedeutung des (nicht zu Minnesota Hockey gehörigen) Highschool-Eishockeys unterscheiden sich in Minnesota die Nachwuchsförderprogramme von denen anderer Verbände.